# 三谷站 (忠清北道)
三谷站（：／ Samgok yeok */?）是位于韩国忠清北道丹陽郡梅浦邑三谷里的一个铁路车站，属于中央线。

## 历史
- 1941年4月1日 - 落成使用。

## 相鄰車站
韓国铁道公社
中央線
高明－三谷－嶋潭